# Solis (Traktorenmarke)
Solis ist eine Marke des indischen Herstellers International Tractors Limited (ITL), der auf die Produktion von Traktoren und landwirtschaftlichen Maschinen spezialisiert ist.

## Firmengeschichte
ITL wurde im Jahr 1996 gegründet und hat seinen Hauptsitz in Hoshiarpur, Punjab, Indien. Das Unternehmen begann seine Aktivitäten mit der Produktion von Traktoren für den indischen Markt und hat im Laufe der Jahre seine Produktionskapazitäten stetig  erweitert. ITL produziert in seiner Fabrik in der Provinz Punjab aktuell jährlich mehr als 80.000 Kompakttraktoren von 20 bis 90 HP (15–67 kW) und ist damit einer der drei größten indischen Traktorenhersteller. ITL beschäftigte im Jahr 2022 rund 5.000 Mitarbeiter
und erreicht mit dem Absatz von Traktoren in 80 Ländern einen Jahresumsatz von etwa 1 Mrd. US-Dollar. Der japanische Motoren- und Traktorenhersteller Yanmar ist seit 2005 mit 12 Prozent an ITL beteiligt, seit 2017 mit 30 Prozent.
In Indien vertreibt ITL die Maschinen unter dem Namen Sonalika, einer für die dortige landwirtschaftliche Entwicklung sehr bekannten Weizensorte. Die Marke Solis (spanischer Ausdruck für „Sonne“) wurde im Jahr 2011 von ITL eingeführt, um den globalen Markt zu erschließen. Die Traktoren werden in der Regel mit einer blauen Lackierung produziert.

## Modellpalette (Juni 2023)
- S-Serie (16 – 125 HP): S 16, S 20, S 22, S 50,  S 60, S 75, S 90 mit 3 oder 4-Zylinder Dieselmotor, ab S 50 mit Turbolader
- N-Serie (60 – 90 HP): N 75, N 90 mit 4-Zylinder Diesel-Motor mit Turbolader (ITL CRDi)
- H-Serie (20 – 30 HP): H 26 mit 3-Zylinder Diesel-Motor (Mitsubishi)

Das Model Solis H 26 wurde in Deutschland 2022 mehr als 960 mal  verkauft und damit öfter als beispielsweise leistungsstärkere Bestseller wie Fendt 700 Vario oder John Deere 6R.

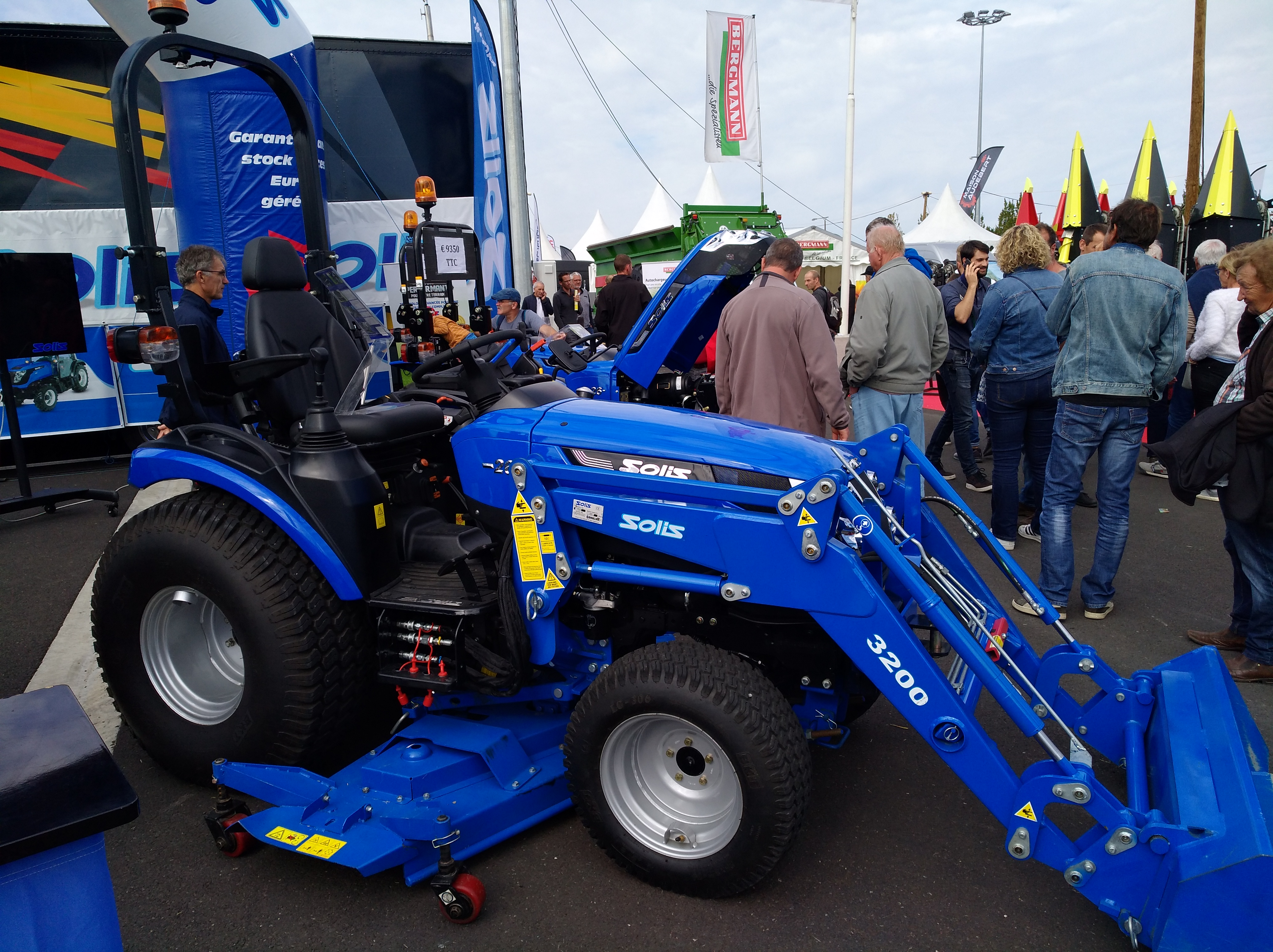
Ein Solis 26 HST, Modelljahr 2019, mit Frontlader und Pflegemäher

Auf der LAMMA 2023 stellte Solis in Birmingham, Großbritannien, das Modell S26 EV vor, ein emissionsfreier Traktor mit Elektromotor.